# Станчинський Володимир Володимирович
Володи́мир Володи́мирович Станчинський (20 квітня 1882 р. — 29 березня 1942 р.) — один з фундаторів радянської екології, відомий орнітолог, активний діяч охорони природи і заповідної справи, професор Харківського університету.

## Роки і справи
Володимир Володимирович Станчинський стояв на межі великого синтезу генетики, еволюції та екології, але не був зрозумілий сучасниками. Він перший прийшов до ідеї створення біосферних заповідників та проведення в них моніторингу, розробляв теорію екологічної диференціації, набагато раніше за інших зробив висновок, що акліматизація заснована на генетичному потенціалі, на 10 років випередив американських вчених у вимірі динаміки маси видової речовини в біоценозах, пішов далі академіків П. П. Сушкина і М. О. Мензбіра в зоогеографії, висловивши думку, що клімат безпосередньо впливає на поширення видів птахів, одним з перших вирішив, що степ є найбільш вдалою лабораторією для вивчення екологічних законів, винайшов спеціальний прилад — біоценометр. Учнями В. В. Станчинського були багато відомих діячів охорони природи — академік Н. Т. Нечаєва, д.б.н. С. В. Кіриков, Іван Сахно та ін.
На першій Всесоюзній фауністичній конференції в лютому 1932 р. в Ленінграді він висловив ідею створення біосферних заповідників: "Ми в Україні думали над питанням створення такої станції (стаціонарної дослідної — авт.), яка була б пов'язана з певним господарським районом. Тут потрібно підкреслити, що надзвичайно важливе значення мають заповідники, які дають можливість порівнювати зміни, які відбуваються в певних господарських умовах з тим, що відбувається в природі ".
В. В. Станчинський народився 20 квітня 1882 р. в Москві в сім'ї інженера. Родина Станчинських дала батьківщині не тільки видатного біолога, а й відомого математика — В. М. Станчинського, великого музиканта — О. В. Станчинського (брат Володимира Володимировича). Батько і мати майбутнього вченого були пов'язані з народовольським рухом, сам Володимир у гімназії та університеті працював у марксистських гуртках, був членом Виконавчого комітету студентської революційної організації 3-го скликання.
Вступивши на природниче відділення фізико-математичного факультету МДУ, спеціалізувався в академіка М. О. Мензбіра, проте в 1902 р. був виключений з університету за революційну діяльність. Свої наукові заняття продовжив у Німеччині, куди емігрував, в Гейдельберзькому університеті. Після 2-го з'їзду РСДРП вступив до партії меншовиків, з якою не поривав до листопада 1917 р., мав партійну кличку «Мчанов». З 1915 по 1917 рр. служив в армії. У лютому 1917 р. брав активну участь в організації московської міліції, обирається комісаром міліції. Навесні 1917 р., за дорученням Тимчасового уряду, їздить з інспекційною поїздкою по російській глибинці. Восени його політична діяльність закінчується і він цілком віддається науці.
Про перші природоохоронні дії В. В. Станчинського відомо, що в 1912 р. брав участь у засіданнях Російського орнітологічного комітету, що опікувався охороною птахів і створенням заповідників.
23 липня 1925 р., на вимогу української громадськості, в заповідник Асканія-Нова Раднаркомом республіки було направлено авторитетну комісію, до якої увійшов і В. В. Станчинський.
Мабуть, саме тоді, ознайомившись з Асканією-Новою, В. В. Станчинський і вирішив перебратися в заповідник, щоб втілити на практиці всі свої задуми з екологічних досліджень.
У середині 20-х років Володимир Володимирович часто за завданням природоохоронних органів РРФСР, України та Білорусі займався різними природоохоронними питаннями, наприклад, у Білорусі обстежив колонії бобрів.
У квітні 1929 р. Володимир Володимирович стає заступником директора з наукової частини заповідника Асканія-Нова, а через рік паралельно очолив і кафедру зоології хребетних Харківського університету.
Це був зоряний час не тільки для самого Станчинського, а й для керованого ним наукового відділу заповідника. Тут уперше в країні широко стали проводитися біоценологічні та екологічні дослідження, причому в багатьох розробках Володимиру Володимировичу тоді не було рівних у світі.
Станчинський домігся необхідного фінансування, залучив до роботи в степу творчу молодь. Входить до складу Українського комітету з охорони пам'яток природи, редагує «Бюлетень фітотехнічної станції заповідника Асканія-Нова».
Володимира Володимировича хвилюють і питання заповідної справи, зокрема, проведення в заповідниках науково-дослідних робіт.
|  | Вивчення природних умов, як природної продуктивної сили, в даний час може вважатися науково-поставленим тільки за умови комплексного дослідження всіх їхніх сторін в їх динаміці та суперечностях. Комплексне дослідження може бути тільки стаціонарним; воно може бути здійснено тільки в особливих науково-дослідних інститутах, спеціально обладнаних для таких досліджень і розташованих у типових місцевостях. Для розуміння тих змін в природних факторах, які викликаються людиною, необхідна готівка достатнього числа, достатньої величини ділянок незайманих рукою людини природи, як еталонів для порівняння. Такими еталонами є заповідні ділянки природи, розташовані на території таким чином, щоб охороняти всі характерні в народно-господарському відношенні райони, біля них повинні розташовуватися зазначені вище науково-дослідні інститути, завданням яких має бути наукове дозвіл пріродохозяйственний проблем району |

.
Багато разів В. В. Станчинському доводиться відстоювати Асканію. 13 червня 1929 р. колегія Наркомзему України приймає рішення передати 32000 га заповідної цілини Укррадгоспоб'єднанню для створення радгоспу з вівчарсько-зерновим типом господарювання. В. Станчинський терміново, 1 липня 1929 р. проводить засідання наукової ради заповідника, на якому вирішено: «Внести термінову пропозицію Наркомам: Землеробства і Просвітництва УРСР, Укрнауки УРСР, Українському комітету охорони пам'яток природи, Всеукраїнської Академії наук, Всесоюзної Академії наук про необхідність перегляду рішення колегії НКЗ УРСР з приводу реорганізації заповідника». Сам Станчинський разом з директором заповідника Ф. Бегою вирушив до Харкова. Їх підтримує Наркомпрос УРСР, Український комітет з охорони пам'ятників природи. Господарники упираються. Справа слухається на засіданні Раднаркому Україні, і заповідник вдається врятувати.
Необхідно підкреслити, що в 1930 — початку 1933 рр. авторитет В. В. Станчинського в Наркоматі УРСР і Всеукраїнської сільгоспакадемії був надзвичайно високий (вчений навіть збирався вступити в партію). По суті, до 1932 р. він став науковим керівником не тільки Асканії, а й курирував роботу інших заповідників — Приморських, Канівського, Конча-Заспи, підпорядкованих відділу заповідників Всеукраїнської сільгоспакадемії, на чолі якого стояв В. В. Станчинський. У липні 1932 р. очолював комісію з обстеження Канівського заповідника. Спільно з московським професором О. Вангенгеймом збирався відкрити в Асканії першу в Україні станцію з вивчення посух. Входив до складу оргкомітету зі створення Всесоюзного товариства охорони природи.
З ініціативи Станчинського Асканія-Нова готувалася у вересні 1931 р. до проведення Всесоюзного з'їзду з охорони природи, якому, на жаль, так і не судилося там відбутися.
На початку січня 1930 р., разом з директором Асканії-Нова Ф. Бегою, Станчинський шле лист Косіору, Петровському і Чубарю з додатком на 113 сторінках, у якому викладає перспективний план розвитку заповідника, обґрунтовуючи необхідність проведення екологічних досліджень, доводячи про посилення охорони заповідного степу: «У цих умовах цілинний степ Асканії, з великою абсолютно-заповідною ділянкою всередині нього стає безмірною світової цінністю. Будучи еталоном природних процесів, необхідним для порівняння з процесами, що відбуваються в природі під впливом людини, абсолютно заповідна ділянка вимагає до себе виняткового дбайливого ставлення».
У травні 1930 р. матеріали щодо Асканії В. В. Станчинський і його учні озвучили на IV Всесоюзному з'їзді зоологів, анатомів і гістологів в Києві. Зал з великим інтересом вислухав повідомлення асканійців про екологічні дослідження.
З 1930 року В. В. Стачинський очолював кафедру зоології безхребетних Харківського університету. Того ж року брав участь у створені на базі кафедр Харківського університету «Харківської філії Українського науково-дослідного зоолого-біологічного інституту», де очолював відділ екології, експериментальною базою якого мав стати Асканійський степ.
«Відкривається надзвичайно велике і зовсім нове поле для плідних досліджень. Це поле для дослідження належить розвивати молодій науці — екології», — твердив Володимир Володимирович (Станчинський, 1931).
Однак у Станчинського знайшовся грізний, що входив у силу, критик — сумновідомий помічник Т. Д. Лисенка — І. І. Презент. Він висловив сумнів у правомочності існування екології як науки. Володимир Володимирович гідно відповів на критику, показавши всю некомпетентність висловлювань Презента. Ну, а цього йому майбутній сподвижник Лисенка, звичайно, не пробачив.
Другий раз велике зіткнення між Станчинським і Презентом відбулося в Ленінграді, на початку лютого 1932 р. на I Всесоюзній фауністичній конференції. Цього разу Презент відчував себе вже господарем становища і накинувся зі злісною критикою на професорів О. П. Семенова-Тян-Шанського, М. Н. Римського-Корсакова і В. В. Станчинського, вишукуючи в їхніх доповідях переважно «політичні» помилки. І цього разу Станчинський намагався обережно відвести звинувачення.
З 1932 р. вчений відійшов від керівництва Асканією, рідко там бував, а жив у Харкові. Не сприяли асканійським справам і деякі риси його характеру, зокрема, вороже ставлення до чужої ініціативи (свідоцтва С. І. Медведєва).
У ті роки з ініціативи В. В. Станчинського відбулася реорганізація заповідника "Асканія-Нова" в дослідну інституцію -- Степовий інститут, який незабаром (за участі тваринників, що завоювали тверді позиції) був реорганізований у Всесоюзний науково-дослідний інститут гібридизації та акліматизації. 
В цей період в різних журналах починається огульна критика В. В. Станчинського. Так, один з діячів українського товариства біологів-марксистів Е. О. Фінкельштейн писав: «Треба згадати і проф. Станчинського. Він частенько говорить, що він стоїть на позиціях діалектичного матеріалізму. Але, товариші, чи можемо ми погляди проф. Станчинського вважати за погляди діалектичного матеріаліста? Його вихідна теза — це теорія рівноваги. Ця теорія популярна серед працівників єкології й шкодить і марксистсько-ленінської реконструкції» (Фінкельштейн, 1932). Восени 1933 р. Володимир Володимирович мав їхати в США на симпозіум, йому вже видали документи. 6 листопада 1933 р. Станчинського запросили до Харківського ГПУ, звідти він не повернувся.

### Засудження комуністами
Як показують архівні матеріали СБ України, вже в першій декаді жовтня 1933 р. співробітники Дніпропетровського обласного управління ГПУ стали арештовувати працівників Асканії-Нова: А. П. Гуна, С. І. Медведєва, К. Є. Сіянка, всього 17 чоловік, потім ще чотирох. Після перших же допитів 15 з них «зізналися» в участі в контрреволюційній асканійської організації, очолюваній професорами В. В. Станчинським, А. С. Серебровським, М. М. Завадовським. Але головною фігурою, проти якої спрямовані свідчення, став Володимир Володимирович.
А тим часом у Харкові скасували черговий п'ятий Всесоюзний з'їзд зоологів, анатомів і гістологів, який повинен був організувати Станчинський восени 1933 р., розсипали набори чергових номерів «Журнала экологии и биоценологии», видаваного вченим (вийшов тільки один його номер).
Є кілька версій створення «асканійської справи». За одними припущеннями — воно виникло не без участі професора-тваринника М. Ф. Іванова, який, нібито, діяв з подачі Лисенка та Презента, які відвідали Асканію-Нова влітку 1933 р., і який був явно не зацікавлений в розвитку у заповіднику екологічного спрямування на шкоду тваринницькому.
Учень М. Ф. Іванова — Л. К. Гребінь, консультуючи в середині 50-х років письменника В. Єлагіна, який готував книгу про лідера тваринницького напряму в Асканії-Нова професора М. Ф. Іванова, не заперечував проти написання епізоду, де Іванов дає чекістам «компромат» на асканійських екологів. Цей Іванов вів активну боротьбу проти Станчинського, і в 1935 р. назвав його «злим генієм Асканії-Нова» (Иванов, 1963).
З іншого боку, у всіх 4-х томах «асканійської справи», що зберігається в архіві СБ України, не знайдено будь-яких доносів. Практично всі заарештовані асканійці мали у своїй біографії «чорні» плями (непролетарське походження, служба у білих, членство в різних партіях тощо). З них-то і була «створена» ГПУ чергова контрреволюційна організація в сільському господарстві.
Необхідно відзначити, що в 1933 р. на Україну, після сумнозвісного січневого (1933) Пленуму ЦК і ЦКК ВКП (б), де Сталін дав указ шукати шкідників-учених у сільському господарстві, почалося інтенсивне «полювання на відьом» в різних сільськогосподарських установах республіки: Наркомземі, сільгоспакадемії, всіх сільськогосподарських вишах України, наукових станціях, колгоспах і радгоспах.
9 серпня 1933 р. ЦК КП (б) У і РНК УРСР приймає спільну постанову «Про боротьбу Всеукраїнської Академії сільгоспнаук в справі підвищення врожайності», яка передбачає проведення закритої (негласної) чистки особового складу науково-дослідних закладів Всеукраїнської Академії сільськогосподарських наук протягом двох місяців. Серед них був намічений Інститут акліматизації і гібридизації Асканія-Нова.
Природно, визначені завдання отримали не тільки партійні органи, чиновники Наркомату робітничо-селянської інспекції, а й чекісти, які, як правило, негласно входили до складу комісії НКРКІ з «чистки». Можливо, це і стало причиною арешту В. В. Станчинського і його колег.

### «Зізнання» у шкідництві
Під тортурами асканійці «зізнавалися» в організації терактів на Кагановича і Ворошилова, зв'язках з фашистською Німеччиною, підготовці на базі заповідника Асканії-Нова, Конча-Заспа та Всеукраїнського союзу мисливців і рибалок бойовиків-повстанців, шкідництві в сільському господарстві, організації мережі заповідних ділянок на косах Азовського і Чорного морів як плацдарму для висадки ворожого десанту, а I-й Всесоюзний з'їзд охорони природи в січні 1933 р. в Москві був представлений ними (під тортурами) як нарада контрреволюціонерів усіх мастей.
Наприклад, В. В. Станчинський «зізнався» в такому:
|  | Поставлені ж мною теоретичні проблеми екології та біоценології були абсолютно відірвані від господарських вимог. Підривний характер мала виставлена мною проблема степу, як основна проблема Асканії-Нова ще тому, що вона, підкуповуючи своєю логікою практичної актуальності, обіцяла ви рішення таких важливих питань, заради яких можна було б ризикнути вимагати навіть мільйон. Дійсно, за мною пішли науковці Асканії-Нова, дирекція, НКЗ України і Держплан. Відповідно до цієї установки був розроблений п'ятирічний план розвитку науково-дослідної роботи наукових установ Асканії-Нова, затверджений НКЗ і Держпланом (...). Прикладами шкідницьких установок у п'ятирічному плані можуть служити наступні: По степовій станції: 1) обгородження 5400 заповідного степу дротяною сіткою на залізних стовпах з бетонною основою, 2) вивчення природи степу без зв’язку з конкретними проблемами господарства (...). У 1931 р. після відвідин Асканії-Нова Вавіловим, Соколовським і Сліпанським постало питання про нову реорганізацію Асканії-Нова. Вавілов абсолютно правильно, хоча і дещо односторонньо визначив значення Асканії-Нова, як науково-дослідної установи з акліматизації та гібридизації тварин. Моя підривна робота полягала тут у тому, що я замість того, щоб піти по шляху згортання вивчення природи з потрібних для мене питань і підпорядкування цих досліджень завданням акліматизації, став відстоювати необхідність подальшого розвитку цих досліджень і виділення для цього самостійного інституту. Мене підтримали Бега та Сліпанський "(Архів СБ Україні ...) |

На Станчинського і його групу ще довгий час списувалися всі невдачі в науковій і господарській роботі Асканії-Нова. 8 квітня 1937 р. директор Асканії-Нова О. О. Нурін надіслав лист президентові ВАСГНІЛ академіку О. І. Муралову: "Асканія-Нова представляє привабливий об'єкт для шкідників, фашистів всіх мастей (…). У цьому світлі і потрібно розглядати групу шкідників проф. Станчинського, Гуна, Медведєва, Підлуцького та інших, заарештованих в 1934 р., яка прагнула відвернути Інститут від актуальних завдань гібридизації, що не має найближчої перспективи. Викорчовування коренів фальц-фейнівщіни і всебічне посилення зв'язку Інституту з виробництвом, є найважливішим завданням нашого колективу. Це боротьба досі велася слабко — невдало … ".
24 лютого 1934 р. судовою трійкою при Колегії ДПУ УРСР Володимир Володимирович за статтями 54-11 і 54-7 КК УРСР був засуджений до 5 років виправних робіт.
Спочатку В. В. Станчинський перебував у в'язниці м. Харкова, у липні 1934 р. був направлений зоотехніком в Одеську область, у радгосп-санаторій РК міліції ім. Балицького (поблизу станції Роздільна), а з липня 1935 р. — в радгосп НКВС УРСР ім. Калініна в Бориспільський район Київської області. Працював там добре, був визнаний найкращим ударником, нагороджений грамотами. Йому дозволили займатися наукою, і він підготував до друку 2 книжки з екології та курс зоогеографії для студентів університету.

### Звільнення весни 1936 року
У березні 1936 р. В. В. Станчинський шле прокурору по спецсправах Мальцеву прохання про дострокове звільнення, 4 травня 1936 р. засіданням Трійки НКВС УРСР В. В. Станчинського достроково звільняють.
Деякий час він ніде не міг влаштуватися працювати, однак допоміг знайомий Г. Л. Граве, директор Центрально-Лісового заповідника. Він узяв Станчинського до себе заступником з наукової роботи, і вже в червні 1936 р. сім'я Станчинського переїхала в заповідник.
У Центрально-Лісовому заповіднику В. В. Станчинський з подвоєною енергією провадить далі перервані дослідження, бере участь у роботі пленумів Комітету по заповідниках. Знову видаються його праці, в тому числі перекладені грузинською і українською мовами в співавторстві з професором, відомим екологом Д. М. Кашкаровим. Число робіт наближається до 100.

### Друга справа
У серпні 1940 р. співробітники Нелідовського відділення НКВД ознайомилися з томами «асканійського справи», що надійшли з Києва, і встановили стеження за Володимиром Володимировичем. Збиралися доноси. Почалася війна. Вже наступного дня, 23 червня, сержант держбезпеки Цвєтков підписує постанову і ордер № 155 на арешт вченого. 29 червня начальник нелідовських чекістів сержант Бутилкін заарештовує Станчинського.
Станчинського звинувачували за статтею 58 — пункти 6 та 10 (частина перша) — в шпигунстві й антирадянській агітації: «Навесні 1941 р. Станчинський серед співробітників заповідника поширював наклепницькі вигадки щодо комуністів і також витлумачував в антирадянському дусі рішення XVIII партконференції». Пригадали і «Асканійську справу». Допитував слідчий Курусенко.
Але вчений усе заперечував. І помічник прокурора МВО Козинець 6 вересня навіть виніс постанову про припинення справи. Проте через місяць, «враховуючи умови воєнного часу», скасував своє рішення і передав матеріали в Особливу Нараду при НКВС СРСР.
1 вересня 1941 р. В. В. Станчинський писав на ім'я голови Особливої Наради при НКВС СРСР, що він восени 1933 р. дав вигадані показання і ввів в оману органи держбезпеки і просить переглянути його справу. 21 лютого 1942 р. постановою Особливої Наради при НКВС СРСР за статтею 58 він був засуджений до 8 років виправно-трудових таборів «за антирадянські висловлювання і як соціально-небезпечний елемент».

### Фінал
У Вологодській в'язниці у Володимира Володимировича розвинулася хвороба серця — міокардит. 20 березня його переводять до лікарняної камери № 114, а 29 березня 1942 р. вчений помирає. Місце поховання невідоме.

## Праці В.В.Станчинського
- Станчинский В. В. Биологический принцип в классификации // Тр. I Всерос. съезда зоологов, анатомов и гистологов. Пг., 1923;
- Станчинский В. В. Экологическое направление в зоогеографии // Там же. — С. 29-30;
- Станчинский В. В. Изменчивость организмов и ее значение в эволюции. Смоленск, 1927;
- Станчинский В. В. Экологическая эволюция и формирование фауны // Тр. Смоленского о-ва естествоиспытателей и врачей. 1927. Т. 2. С. 189—204.
- Станчинский В. В. К пониманию биоценозов // Тр. Сектора экологии Зоол.-биол. ин-та при Харьковском ун-те. Харьков, 1933. Т. 1. Вып. 1. С. 20-27.
- Станчинский В. В. Задачи, содержание, организация и методы комплексных исследований в госзаповедниках // Научно-методич. зап. Комитета по заповедникам. 1938. Вып. 1. С. 28—50;
- Станчинский В. В. Экологическое направление в изучении природных комплексов-ландшафтов // Там же. Вып. 3. С. 8—23.
- Станчинский В. В. Экологическое направление в зоогеографии: задачи и методы эколого-географических исследований орнитофауны // Тр. I Всерос. съезда зоологов, анатомов и гистологов. — Пг, 1923. — С. 29-30.
- Станчинский В. В. Краеведение в Западной области и его основные задачи // Эконом. жизнь. — Смоленск, 1923. — № 1-2. — С. 5-17.
- Станчинский В. В. Современность и краеведение // Эконом. Жизнь. — 1923. — № 3. — С. 4-37.
- Станчинський В. В. Доповідь науково-експертної комісії, організованої НКО з постанови РНК від 23 липня 1925 року для обслідування державного степового заповідника «Чаплі» (Асканія-Нова) и другие материалы «доповіді» // Вісті держ. степ. заповідника «Чаплі». — 1928. — Т. 5. — С. 146—193.
- Станчинський В. В. Обслідування першого державного заповідника України «Чаплі» (Асканія-Нова) // Укр. охотник и рыболов. — 1929. — № 2. — С. 22-23.
- Станчинский В. В. О значении экологического метода в разрешении растениеводческих проблем степи // Бюл. фітотехн. станції заповідника «Чаплі». — Мелітополь, 1930. — Т. I.
- Станчинский В. В. О некоторых основных понятиях зоологии в свете современной экологии // Тр. IV Всесоюз. съезда зоологов, анатомов и гистологов в Киеве, 6-12 мая 1930 г. — Киев-Харьков, 1931. — С. 42-43.
- Станчинский В. В. 1934. Чапли (Аскания-Нова) // БСЭ. — М., 1934. — Т. 61. — С. 54-60.
- Станчинский В. В. Задачи, содержание, организация и методы комплексных исследований в госзаповедниках // Науч.-метод. зап. Комитета по заповедникам. — 1938. — Вып. I. — С. 28-50.
- Станчинский В. В. Экологическое направление в изучении природных комплексов — ландшафтов // Науч.-метод. зап. Комитета по заповедникам. — 1938. — Вып. 3. — С. 8-23.

## Про нього
- Борейко В. Трагедия гения // Охота и охот. х-во. — 1992. — № 5-6. — С. 6-7.
- Борейко В. Е. Аскания-Нова: тяжкие версты истории (1826—1993). — Киев: Киев. экол.-культурный центр. — 1994. −157 с.
- Бюлетень фітотехнічної станції: Збірник про дослідну роботу станції за 1930 та попередні роки (Держ. степ. н-д інститут-заповідник Чаплі), 1930. За редакцією проф. В. В. Станчинського, О. А. Янати, Д. П. Рижикова, Мелітополь, 275 с.
- Вайнер (Уинер) Д. Экология в Советской России. Архипелаг свободы: заповедники и охрана природы. — М.: Прогресс, 1991. — 400 с.
- Владимир Владимирович Станчинский — профессор Харьковского университета (библиографический указатель) / Сост. В. Н. Грамма, М. Г. Швалб. — Харьков: ХГУ, 1992. — 42 с.
- Воронцов Е. М. Владимир Владимирович Станчинский // Сб. науч. работ Смоленского краеведческого НИИ. — 1958. — Вып. 2. — С. 267—270.
- Госархив Днепропетровской области, ф. 19, оп. I, д. 513, л. 67 об.
- Грамма В. Поле дії належить екології // Ленінська зміна (Харків). — 1989 р. 2 вересня.
- Грамма В. Н. Еретики и бунтари // Завтра будет поздно. — Харьков, Прапор, 1990. — С. 6-62.
- Елагин В. Цель жизни. — М.: Детгиз, 1955. — С. 281—329.
- Иванов М. Ф. По поводу столетия существования Аскании-Нова // Бюлл. зоотехн. опыт. и плем. станции в госзаповеднике «Чапли» (бывш. Аскания-Нова). — 1928. — № 4. — С. 7-15.
- Кашкаров Д. Н., Станчинский В. В. Курс биологии позвоночных. — М.-Л.: Госиздат, 1929. — 576 с.
- Мазурмович Б. Н. Выдающиеся отечественные зоологи. — М.: Госучпедиздат, 1960. — С. 268—274.
- Нечаева Н. Т., Медведев С. И. Памяти Владимира Владимировича Станчинского (к истории биогеоценологии в СССР) // Бюлл. МОИП, отд. биол., 1977. — Т. 82, вып. 6. — С. 109—113.
- Нечаева Н. Т., Станчинский В. В. Первый эколог страны // Природа. — 1991. — № 12. — С. 90-95.
- Нечаева Н. Т., Шишкин В. С. В поисках естественных систем // Вопр. истории естествознания и техники. — 1994. — № 2. — С. 87-97.
- Нуринов А. А. Выше классовую бдительность в науке // Гибридизация и акклиматизация животных. — Тр. НИИ гибридизации и акклиматизации сельскохоз. животных Аскания-Нова. — 1935. — Т. 2. — С. 5-10.
- Протокол заседания Отделения орнитологии, 1913 // Птицеведение и птицеводство. — 1913. — Ч. I. — С. 20-41.
- РГАЭ, ф. 8390, оп. 2, д. 920, л. 25.
- Труды Первого Всесоюзного съезда по охране природы в СССР. — М., 1935. — 386 с.
- Уинер Д. Экология… становится точной наукой // Природа. — 1991. — № 12. — С. 95-97.
- Хрусталев В. М. Союз СССР и охрана природы // Природа. — 1982. — № 11. — С. 2-9.
- Архив РАН, ф. 1593, оп. I, д. 191, лл. 9-9 об. 86, 114.
- Архив СБ Украины, дело № 208744, дело № П-8066.